# Erich Matthias
Pour les articles homonymes, voir Matthias.
Erich Matthias (né le 4 août 1921 à Uetzingen et mort le 23 mars 1983 à Kuppenheim) est un historien et politologue allemand.

## Biographie
Le fils d'un professeur d'école primaire obtient son diplôme d'études secondaires en 1939. Après avoir terminé son service militaire, il commence à l'automne 1939 des études d'histoire et d'histoire littéraire aux universités de Göttingen et de Munich. En plus de ces matières, il suit également des cours d'économie et développé un intérêt pour les questions de sciences sociales. Pendant la Seconde Guerre mondiale, il sert dans la Wehrmacht de 1940 à 1945, dernièrement avec le grade de lieutenant de réserve. Après la fin de la guerre, il poursuit ses études à Göttingen. En 1951, il y obtient son doctorat avec une thèse sur « La social-démocratie et la nation », le directeur du doctorat est Werner Conze. Sa thèse est considérée comme l'une des premières contributions à la recherche sur l'émigration de l'Allemagne nationale-socialiste.
Après des études sur l'histoire de la social-démocratie allemande et un bref passage en tant que rédacteur en chef de la revue Ost-Probleme, le média d'études soviétiques le plus important en Allemagne à l'époque, Matthias se consacre à une édition complète des sources qui constituent la base des études sur la mise en œuvre du parlementarisme dans l'Empire allemand depuis 1908. Ce travail éditorial débute en 1956 dans le cadre de la Commission historique du parlementarisme et des partis politiques (de). Dans le cadre des éditions sources et des écrits de cette commande, Matthias agit en tant que rédacteur ou co-rédacteur dans une trentaine de dossiers. Il supervise notamment les séries « De la monarchie constitutionnelle à la République parlementaire » (avec Conze), « Militaire et politique » (avec Hans Meier-Welcker) et la série « La République de Weimar » (avec Karl Dietrich Bracher et Rudolf Morsey).
À partir de 1961, Matthias est professeur associé à l'Université Philippe de Marbourg. Aux côtés de Wolfgang Abendroth, il est le deuxième professeur de sciences politiques de Marbourg. En 1965, il obtient une chaire de sciences politiques et d'histoire contemporaine à l'école d'économie de Mannheim, qui deviendra deux ans plus tard l'Université de Mannheim,. Dans l'enseignement, il se consacre principalement à travailler dans le cadre de séminaires et à soutenir des étudiants diplômés. Après 1979, son travail se concentre finalement sur la tension entre syndicalisme et parlementarisme.
Depuis 1976, Matthias est membre du comité consultatif de la revue Internationale wissenschaftliche Korrespondenz zur Geschichte der deutschen Arbeiterbewegung (de) (IWK). Il est également membre de la Commission historique de Berlin depuis 1977. Pour ses 60 ans, une publication commémorative lui est dédiée. Après avoir surmonté des années de maladie grave et abandonné l'idée d'une retraite anticipée, il décède dans un accident de la route.

## Publications
- Sozialdemokratie und Nation. Ein Beitrag zur Ideengeschichte der sozialdemokratischen Emigration in der Prager Zeit des Parteivorstandes 1933–1938 (= Veröffentlichungen des Instituts für Zeitgeschichte, München), Deutsche Verlags-Anstalt, Stuttgart, 1952.
- Die deutsche Sozialdemokratie und der Osten. 1914–1945. Eine Übersicht (= Forschungsberichte und Untersuchungen zur Zeitgeschichte, Nr. 11), Tübingen, 1954.
- Kautsky und der Kautskyanismus. Die Funktion der Ideologie in der deutschen Sozialdemokratie vor dem ersten Weltkrieg, in: Marxismusstudien, 2. Folge. Hrsg. von Iring Fetscher, Tübingen, 1956, p. 151–197.
- avec Rudolf Morsey (dir.), Das Ende der Parteien 1933 (= Veröffentlichung der Kommission für Geschichte des Parlamentarismus und der politischen Parteien), Droste, Düsseldorf, 1960.
- Zwischen Räten und Geheimräten. Die deutsche Revolutionsregierung 1918/1919 (= Quellen zur Geschichte des Parlamentarismus und der politischen Parteien, Reihe 1, Vol. 6, 1 und 2), Droste, Düsseldorf, 1970.
- Widerstand gegen den Nationalsozialismus in Mannheim. Im Auftrag der Stadt Mannheim herausgegeben von Erich Matthias […], unter Mitwirkung von Günter Braun […], Edition Quadrat, Mannheim, 1984,  (ISBN 3-923003-27-7).
- avec Klaus Schönhoven (de) (dir.): Solidarität und Menschenwürde. Etappen der deutschen Gewerkschaftsgeschichte von den Anfängen bis zur Gegenwart, Verlag Neue Gesellschaft, Bonn, 1984,  (ISBN 3-87831-391-8).